# Oreochromis mweruensis

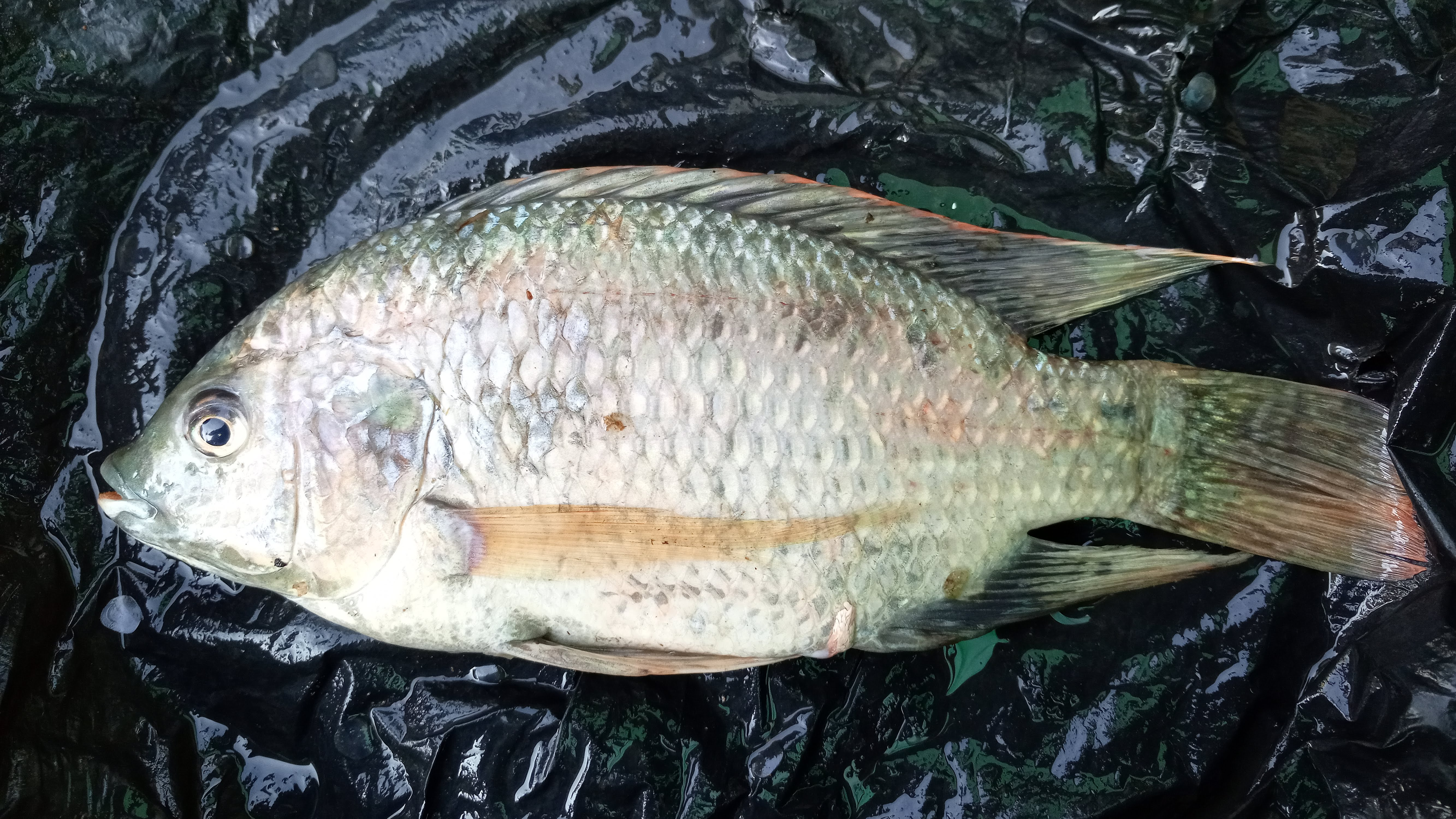
Oreochromis mweruensis

Oreochromis mweruensis es una especie de peces de la familia Cichlidae en el orden de los Perciformes.

## Morfología
Los machos pueden llegar alcanzar los 23,8 cm de longitud total.

## Distribución geográfica
Se encuentran en África: República Democrática del Congo. 